# 短尾鸦雀
短尾鸦雀（学名：Suthora davidiana）为鸚嘴科金色鸦雀属的鸟类，俗名挂墩鸦雀。分布于越南、老挝、泰国、缅甸以及中国大陆的福建、浙江等地，多见于江边竹林或长草丛间松散地。该物种的模式产地在福建西北部挂墩。

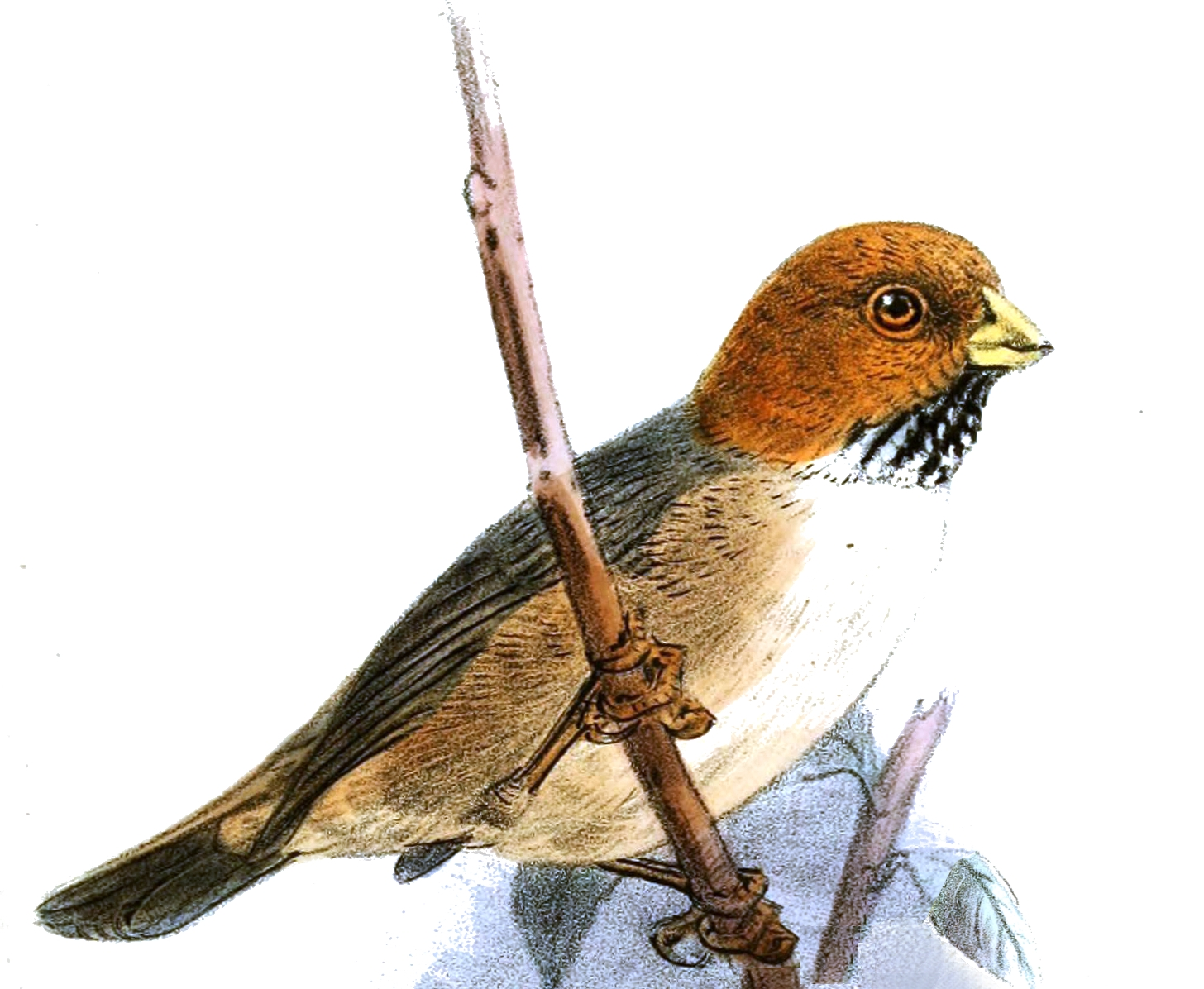
短尾鸦雀

## 亚种
- 短尾鸦雀指名亚种（学名：Suthora davidiana davidiana），是中国的特有物种。分布于福建等地。该物种的模式产地在福建西北部挂墩。[3]